# Karsino
Karsino (kaszb. Kôrsëno, niem. Karzin) – wieś w północnej Polsce, położona w województwie zachodniopomorskim, w powiecie sławieńskim, w gminie Postomino.
W miejscowości ma remizę jednostka Ochotniczej Straży Pożarnej włączona do krajowego systemu ratowniczo-gaśniczego.
W latach 1975–1998 miejscowość administracyjnie należała do województwa słupskiego.
Na północ od Karsina znajduje się wzniesienie Czerwiennik.